# Bigyó felügyelő utolsó esete
A Bigyó felügyelő utolsó esete (eredeti cím: Inspector Gadget's Last Case: Claw's Revenge) 2002-ben bemutatott amerikai televíziós rajzfilm, amely a Gógyi felügyelő című sorozat záró epizódja (a Bigyó felügyelő című sorozat stílusával). A tévéfilm a DIC Enterprises gyártásában készült, és a DIC Enterprises forgalmazta. Műfaját tekintve akciófilm, kalandfilm és filmvígjáték. Amerikában 2002. október 13-án mutatták be. Magyarországon 2007. április 24-én vetítették le, ugyan ebben az évben DVD-n is megjelent, majd 2013-ban pedig az MTVA újraszinkronizálta, ezúttal a "Gógyi felügyelő és a rivális" címmel.

## Cselekmény
Bigyó felügyelőnek van egy járműve, aki Bigyómobil és nagyon túlhajszolt. Hibáiból elkövet sok baklövést. Ennek következtében Bigyómobilt nyugdíjazzák. De Bigyónak legjobban nem ezt kell elviselnie, mert ennél van sokkal nagyobb csapás is, az hogy ki kell lépnie a rendőrség kötelékéből. De Bigyó helyzete sem a legjobban félthető, mert ha Dr. Fondor is kézbe kerül nála, addig Bigyó nem adja fel a dolgot, amíg a végére nem jár.

## Szereplők
| Szereplő           | Eredeti hang                                                                            | Magyar hang                               | Magyar hang                              |
| Szereplő           | Eredeti hang                                                                            | 1. magyar változat (Mirax szinkron, 2007) | 2. magyar változat (MTVA szinkron, 2013) |
| ------------------ | --------------------------------------------------------------------------------------- | ----------------------------------------- | ---------------------------------------- |
| Bigyó felügyelő    | Maurice LaMarche                                                                        | Bácskai János                             | Bácskai János                            |
| Bigyó felügyelő    | A bionikus rendőr, aki megpróbálja Dr. Fondor ötletei megakadályozni.                   |                                           |                                          |
| Bigyómobil         | J. White                                                                                | Kossuth Gábor                             | Joó Gábor                                |
| Bigyómobil         | Egy autó, aki Bigyó felügyelő járműve, és hibái miatt nyugdíjazzák, de ez megoldódik.   |                                           |                                          |
| Penny              | Tegan Moss                                                                              | Böhm Anita                                | Orgován Emese                            |
| Penny              | Bigyó unokahúga, most is bácsikája mellett áll, mint mindig.                            |                                           |                                          |
| Agytröszt          | –                                                                                       | –                                         | –                                        |
| Agytröszt          | A hűséges kutya, aki szintén segít Bigyónak és Pennynek most is.                        |                                           |                                          |
| Quimby rendőrfőnök | Jim Byrnes                                                                              | Forgács Gábor                             | Papucsek Vilmos                          |
| Quimby rendőrfőnök |                                                                                         |                                           |                                          |
| R2K                | Michael Dobson                                                                          | Albert Gábor                              | Fekete Zoltán                            |
| R2K                |                                                                                         |                                           |                                          |
| Dr. Fondor         | Brian Drummond                                                                          | ifj Jászai László                         | ifj Jászai László                        |
| Dr. Fondor         | A vaskéz, aki állandóan valami rosszban sántikál és most valódi embernek álcázza magát. |                                           |                                          |
| M.A.D.             | –                                                                                       | –                                         | –                                        |
| M.A.D.             | A macska, aki most is Dr. Fondor mellett áll, a rossz terveinek megalakításában.        |                                           |                                          |

- További szereplők (1. magyar változatban): Jakab Csaba, Katona Zoltán, Beratin Gábor, Botár Endre, Sótonyi Gábor, Breyer Zoltán, Lázár Sándor, Rudas István
- További szereplők (2. magyar változatban): Bolla Róbert, Kassai Károly, Kisfalusi Lehel, Papucsek Vilmos, Sótonyi Gábor, Szokol Péter, Szokolay Ottó, Uri István

## Utalások
- Ebben a filmben Bigyó felügyelő hálószobájában levő falán megjelenik Fidget (a narancssárga bigyóka) és Digit (a kék bigyóka) képe külön-külön a Bigyó felügyelő című rajzfilmsorozatból.